# Башилов, Иван Яковлевич
Иван Яковлевич Баши́лов (1892—1953) — советский химик-технолог и металлург. Лауреат Сталинской премии второй степени.

## Биография
Родился 29 ноября 1892 года в Кашине (ныне Тверская область). Учился в Петроградском политехническом институте, однако в 1919 году прервал обучение и по предложению В. Г. Хлопина уехал в посёлок Бондюжский, где организовал работу экспериментального радиевого завода, в 1920—1921 годы им руководил.
С 1924 по 1938 год руководил лабораторией редких элементов Институте прикладной минералогии (Москва). В конце 1928 года экстерном защитил диплом на тему «Исследования переработки радийсодержащих руд».
Возглавлял кафедру химии и технологии рассеянных элементов в Московском институте тонкой химической технологии (МИТХТ). В 1936 году стал профессором, а в 1937 получил ученую степень доктора технических наук.
22 августа 1938 года арестован по обвинению в «контрреволюционной деятельности» и приговорен к пяти годам лагерей без указания статей УК РСФСР. Срок отбывал в Котласских лагерях на общих работах.
В мае 1943 года этапирован в Москву в Бутырскую тюрьму, откуда направлен инженером на Красноярский завод по производству и аффинажу платиновых металлов.
Разработчик новой технологии аффинажа — высшей очистки платины.
Умер 20 августа 1953 года от инфаркта миокарда. Похоронен в Красноярске на Троицком кладбище.

## Научная деятельность
Основное направление научной деятельности ученого — химия и химическая технология редких радиоактивных элементов. В 1921 году он разработал технологию щелочения радия, урана и ванадия. Изучал методы синтеза редких металлов как легирующих компонентов.

## Память
В Советском районе города Красноярска расположена улица Башиловская, названная в честь ученого. В основном, на ней находятся различные промышленные организации.

## Награды и премии
- орден «Знак Почёта» (1945);
- медаль «За доблестный труд в Великой Отечественной войне 1941—1945 гг.» (1946);
- Сталинская премия второй степени (1948) — за разработку и внедрение новых методов очистки ценных металлов (совместно с Н. Д. Кужелем и др.)[3].

## Основные труды
- Башилов И. Я. Технология радиоактивных руд. — Л.: Химтехиздат (ВСНХ), 1927. — 98 с.
- Башилов И. Я. Редкие элементы и их использование. — М., 1930. — С. Институт прикладной минералогии. — 152 с.
- Башилов И. Я. Введение в технологию редких элементов. — М., Л.: Госхимтехиздат, 1932. — 275 с.